# Christian Kruse (konstnär)
Christian Kruse, född 5 december 1876 i Hörby, död där 28 maj 1953, var en svensk målare och tecknare.
Christian Kruse kom till Stockholm 1896 för att utbilda sig. Han studerade vid Tekniska skolan för Olof Arborelius, Anders Forsberg och Eugène Jansson, i Berlin 1908-1909 vid Berliner-Secessionens, i Paris på Académie Delécluse samt krokiskolorna Académie de la Grande Chaumière och Académie Colarossi.